# Condado de Baca
O Condado de Baca é um dos 64 condados do Estado americano do Colorado. A sede do condado é Springfield, e sua maior cidade é Springfield. O condado possui uma área de 6,623 km² (dos quais 4 km² estão cobertos por água), uma população de 4 517 habitantes, e uma densidade populacional de 0,75 hab/km² (segundo o censo nacional de 2000). O condado foi fundado em 16 de abril de 1889.